# Thibaud Flament
Thibaud Flament (* 29. April 1997 in Paris) ist ein französischer Rugby-Union-Spieler. Er spielt auf den Positionen des Zweite-Reihe-Stürmers und des Flügelstürmers für den Verein Stade Toulousain und die französische Nationalmannschaft. Zu seinen Erfolgen gehören zwei Meistertitel und ein Europapokalsieg mit Stade Toulousain sowie mit Frankreich ein Turniersieg mitsamt Grand Slam.

## Biografie

### Vereinskarriere
Geboren in Paris, wuchs Flament in Brüssel auf, wohin er als Dreijähriger mit seiner Familie gezogen war. Sein Vater Éric, der Informatiker von Beruf war, leitete dort einen Tennisclub und gründete 2006 den Rugbyverein Stade Ucclois in der Gemeinde Uccle. Im Alter von acht Jahren begann Flament beim Verein ASUB Rugby Waterloo in Waterloo mit dem Rugbyspielen. Während seiner Zeit in Belgien wurde er 2013 für ein Spiel zwischen den Teilverbänden Walloniens und Flanderns ausgewählt, ein Jahr später bestritt er mehrere Spiele für die belgische U18-Auswahl und 2015 nahm er für Belgien an der U19-Europameisterschaft im Siebener-Rugby teil. 2015 ging Flament nach England, um an der Loughborough University zu studieren. Dort schloss er sich dem Loughborough Students RUFC an, der schon zahlreiche britische und irische Nationalspieler hervorgebracht hat.
Flament absolvierte 2017/18 ein einjähriges Praktikum bei der französischen Botschaft in Argentinien. Auf Anregung des früheren argentinischen Nationalspielers Marcos Ayerza, den er kennengelernt hatte, spielte er für den Club Newman aus Buenos Aires. Er begann sein Potenzial zu entfalten, stieg rasch in die erste Mannschaft auf und nahm an der Nacional de Clubes teil. Flament wurde im Meisterschaftsfinale gegen den Hindú Club eingewechselt, doch sein Team unterlag dem Titelverteidiger mit 0:25. In seinem letzten Jahr in Loughborough entdeckte ihn ein Talentscout des englischen Erstligisten Wasps RFC. Für diesen spielte er 2019 zunächst in der Premiership Rugby Sevens Series. Eine Woche nach dem verlorenen Finale gegen die Saracens folgte sein erstes Profispiel für die Wasps im Premiership Rugby Cup. Ende Oktober 2019 bestritt er schließlich die ersten Partien in der Premiership Rugby. Die Wasps erreichten das Finale, unterlagen aber den Exeter Chiefs mit 13:19.
Da er seit mehr als drei Jahren einen festen Wohnsitz in England hatte, wäre Flament gemäß dem Reglement von World Rugby für die englische Nationalmannschaft spielberechtigt gewesen. Um diese Möglichkeit auszuschließen und das vielversprechende Talent dauerhaft an Frankreich zu binden, verpflichtete ihn Stade Toulousain zu Beginn der Saison 2020/21. Auch Aviron Bayonnais und Racing 92 hatten sich um ihn bemüht. Sein Debüt in der Top 14 gab Flament am 28. November 2020 beim 63:18-Heimsieg gegen die SU Agen. Im Finale des European Rugby Champions Cup 2020/21 wurde er in der 69. Minute eingewechselt und trug zum 22:17-Sieg über Stade Rochelais bei, der Stade Toulousain den fünften Titel in diesem Wettbewerb bescherte. Einen Monat später erreichte man auch das Meisterschaftsfinale. Beim 18:8-Sieg über denselben Gegner wurde Flament nach 69 Minuten eingewechselt. Im Juni 2022 verlängerte er seinen Vertrag bei Stade Toulousain bis 2026.
In der Saison 2022/23 stieg Flament endgültig zum Stammspieler auf. Wie zwei Jahre zuvor traf Toulouse im Meisterschaftsfinale auf Stade Rochelais. In einem sehr engen Spiel, bei dem er nach 54 Minuten eingewechselt wurde, setzte sich seine Mannschaft mit 29:26 durch und sicherte sich zum 22. Mal den Bouclier de Brennus.

### Nationalmannschaft
Nationaltrainer Fabien Galthié berief Flament für die End-of-year Internationals 2021 erstmals in den Kader der französischen Nationalmannschaft. Sein erstes Test Match für Les Bleus bestritt er am 6. November 2021 gegen Argentinien, wobei er sogleich einen Versuch zum 29:20-Heimsieg beisteuerte. Als Einwechselspieler war er zwei Wochen später auch am 40:25-Erfolg über Neuseeland beteiligt. Beim Six Nations 2022, das die Franzosen mit dem Turniersieg und mit einem Grand Slam beendeten, gelangte er in vier von fünf Spielen als Einwechselspieler zum Einsatz. Bei den End-of-year Internationals 2022 gehörte er in den Spielen gegen Australien und Südafrika, die beide gewonnen werden konnten, erstmals der Startformation an. Beim Six Nations 2023 etablierte er sich endgültig als Stammspieler und spielte zum ersten Mal in allen fünf Partien von Beginn an. Insgesamt erzielte er drei Versuche, zwei davon beim 53:10-Auswärtssieg über England.

## Erfolge
Club Newman:
- Finalist Nacional de Clubes: 2018

Wasps RFC:
- Finalist Premiership Rugby: 2020

Stade Toulousain:
- Sieger European Rugby Champions Cup: 2021
- Französischer Meister: 2021, 2023

Frankreich:
- Sieger Six Nations: 2022
- Grand Slam: 2022